# 教育訓練
教育訓練（きょういくくんれん）とは職業教育と職業訓練の合成語で、現在または将来に渡って要求される能力を開発するための人材育成手法の一つである。また教育訓練が実施される施設や機関を教育訓練施設、教育訓練機関等と呼ぶ。
人材育成論としての「教育訓練」は1960年（昭和35年）の国民所得倍増計画において初めて用いられた概念である。

## 概説
教育と職業訓練の関係については様々な見方がある。「教育訓練」は1960年（昭和35年）の国民所得倍増計画の「人的能力の向上と科学技術の振興」の章において初めて用いられたが、その文脈では「学校教育」と「職業訓練」を包摂する概念として用いられている。やがて「教育訓練」は大局的な人材育成論の概念として用いられるようになった。
一般的に教育訓練には学業、職業、実技、技能を含めた幅広い分野の指導が含まれる。日本の教育訓練プログラムでは、企業内においては日常の業務につきながら行うものをOJT（On-the-Job Trainingの略）と呼び、通常の業務を一時的に離れて行うものをOFF-JT（OFF the Job Trainingの略）と呼ぶ。
教育訓練は訓練の仕上がり像や組み立てられた人材育成計画の各要素それぞれの目的に従い、相補的に行われる。また、それらは体系的かつ段階的に行われる。
しかしながら人材育成のプログラムが教育訓練に偏ると、対象者に能力向上への動機付けや印象付けを起こすことが難しくなる。育成対象者個々のレベルを見渡しながら、バランスよく行わないと大きな成果は期待できない。

## 教育訓練の実例

### 職業訓練における教育訓練
職業訓練と関連して用いられる教育訓練とは労働者の職業能力の開発や向上に役立たせるために国、都道府県、市町村、民間団体などが設置した施設が行う教育や訓練である。従って、教育訓練には職業能力開発促進法で規定される公共職業能力開発施設が実施する職業訓練や学校教育法で規定される学校教育施設が実施する教育も含まれる。本来「職業訓練」は学校教育法で規定される「教育」とは区別されなければならない概念なので（学校教育と職業訓練を参照）、この両者と統合する概念として使われる用語である。
職業能力開発促進法における教育訓練は、第15条の6第3項の委託訓練の規定の中で用いられる。

### 災害予防における教育訓練
「平成19年版防災白書」には、災害予防としての教育訓練について説明されている。それによれば政府と地方公共団体が連携して実施する防災訓練、警察庁による大規模災害警備訓練、防衛庁による自衛隊統合防災演習、日本放送協会による大規模災害等における放送確保等のための訓練、法務省による「法務省緊急連絡体制網」通信訓練などが教育訓練として挙げられている。

### 鉄鋼業界によるOFF-JTの実例
1962年、鉄鋼業界（一般社団法人日本鉄鋼連盟）は、産業技術短期大学（兵庫県尼崎市・開学時は関西鉄鋼短期大学）を開学した。
日本の鉄鋼業界には、「鉄鋼業自らが大学を設立して業界の技術者を養成するとともに、一般社会の優秀な青年の教育にも貢献していくことで、社会とともに鉄鋼業の繁栄を目指す」という高い志と壮大な理念がある。この理念は、例えば「事業は人なり」、「経営においては、まず何よりも人を育てていかなければならない。単に仕事ができ、技術が優れている人ではだめで、『人間として社会人として立派な人』を育てなければ企業として発展しない」という考え方に通じている。
産業技術短期大学は、鉄鋼業が一丸となって開設した「世界でも類例を見ない特色ある大学」であり、2年間で4年制大学レベルの技術者教育を行うことを目標に、4年制大学水準のカリキュラムが設定された。また、そのモデルとなるような施設設備と人材が用意された。
日本鉄鋼連盟は、産業技術短期大学で日本製鉄・JFEスチール・神戸製鋼所・日新製鋼・日立金属・日本製鋼所・愛知製鋼・東洋鋼鈑・トピー工業・中山製鋼所・三菱製鋼・新日本電工・中部鋼鈑などをはじめとする鉄鋼各社の若手・中堅層の従業員を再教育して、将来を担う優秀な技術者を育成してきた。具体的には、「製造現場における知識創造と人材の多機能育成政策・綿密な能力開発策のひとつとして、企業内選抜を経て中堅技術者への昇進に結びつく産業技術短期大学への派遣を行う政策の実行」であり、このような人材育成形態（教育訓練形態）を「オフ・ザ・ジョブ・トレーニング・OFF-JT」という。
鉄鋼業界各社から企業派遣学生として2年間産業技術短期大学で学んだ者は、現在までの合計で6,000名を越える。
人材の確保・育成は鉄鋼業界発展のための大きな課題であり、産業技術短期大学を活用するなど、今後も積極的に人材獲得・育成に取り組むものと見られる。